# Nauclea subdita
Nauclea subdita är en måreväxtart som först beskrevs av Pieter Willem Korthals, och fick sitt nu gällande namn av Ernst Gottlieb von Steudel. Nauclea subdita ingår i släktet Nauclea och familjen måreväxter. Inga underarter finns listade i Catalogue of Life.